# ウィメン・イン・レッド
ウィメン・イン・レッド (英: Women in Red、略: WiR) はジェンダーギャップ（性別格差）の橋渡しに取り組むプロジェクト。ボランティアが編集する電子百科事典「ウィキペディア」にあるウィキプロジェクトのひとつである。ウィキペディアは閲覧した時点で未掲載の人名や組織名を赤色のハイパーリンクで示し、それらに記事が作られるとリンクの表示色がブルーに変わる。このプロジェクトは「（ハイパーリンクが）赤の女性」（Women in Red）に注目し、記事を書いてブルーに変える活動を進めてきた。

## 沿革
ウィメン・イン・レッドは英語版ウィキペディアの編集者が2014年10月前後に伝記記事を分析したところ、女性が主題の記事は15.53%にとどまると気づいた時にさかのぼる。原因を分析すると、ウィキプロジェクトにシステム上のバイアスがある点が洗い出され、2015年、ウィキペディアのボランティア編集者ロジャー・バムキンが発案し、その直後にボランティア編集者のロージー・スティーブンソン・グッドナイトが参加して始まった。当初、プロジェクト名はバムキン案では「プロジェクトXX」(染色体の型) だったものの覆され、「Women in Red」（WiR）ウィメン・イン・レッドが採用され「ウィキプロジェクト」へと展開していく。 
プロジェクトが走り出すとボランティア編集者のエミリー・テンプル＝ウッドが参加を表明。自分がボランティアで編集した記事に嫌がらせを受けるたび、それまで載っていなかった女性科学者の記事を1件、ウィキペディアに新規に執筆するという信条をここでも発揮した。 
2001年にウィキペディアを共同で設立したジミー・ウェールズは、2016年のウィキマニア (会場：イタリア、エージノ・ラーリオ) で年間ウィキペディアンを発表、直近の12ヵ月に性別格差を埋める努力をしたとしてスティーブンソン・グッドナイトとテンプル＝ウッドが選ばれた。

## 展開の方法

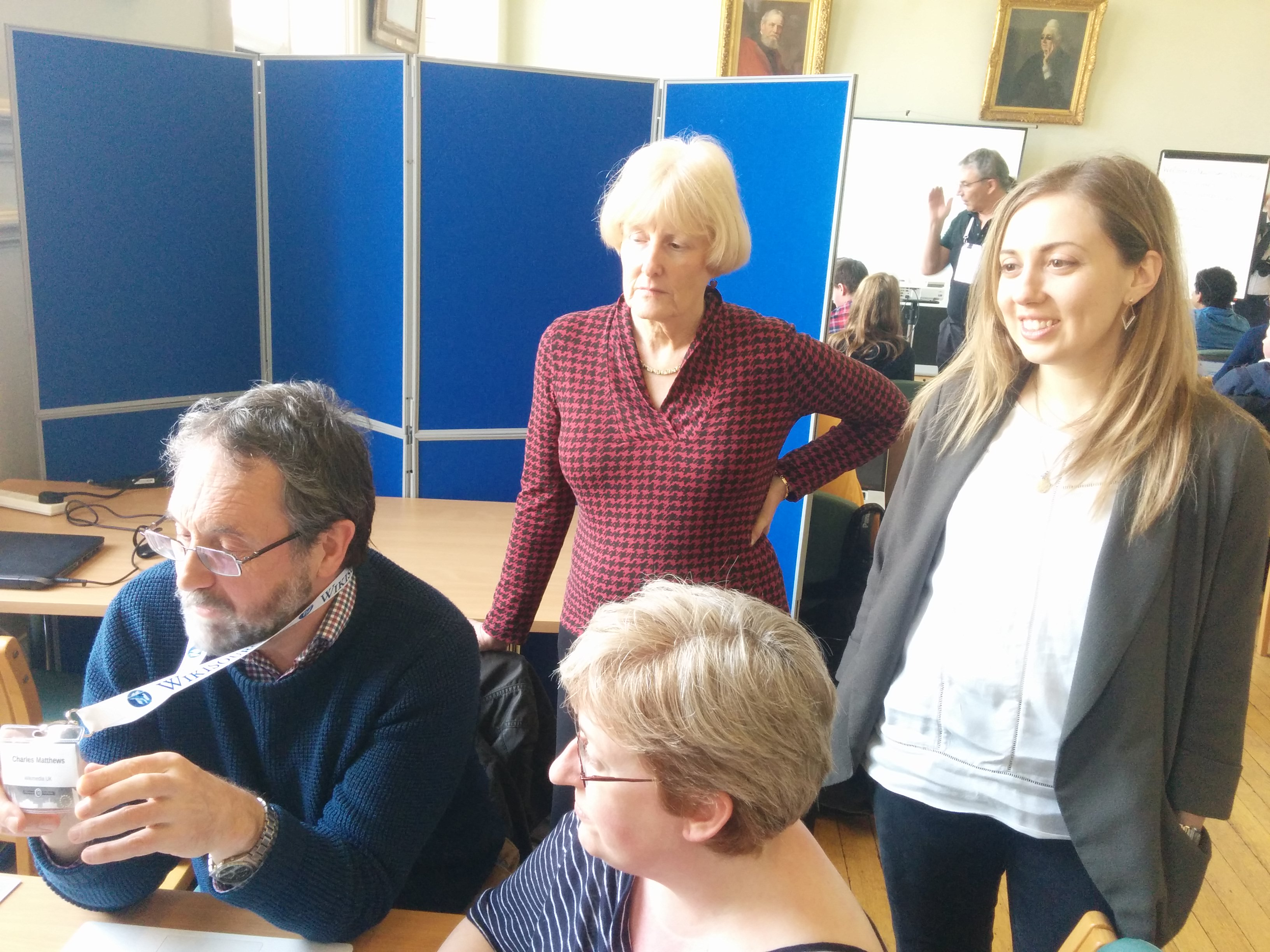
WiR エディタソン（ニューハム大学、2017年）

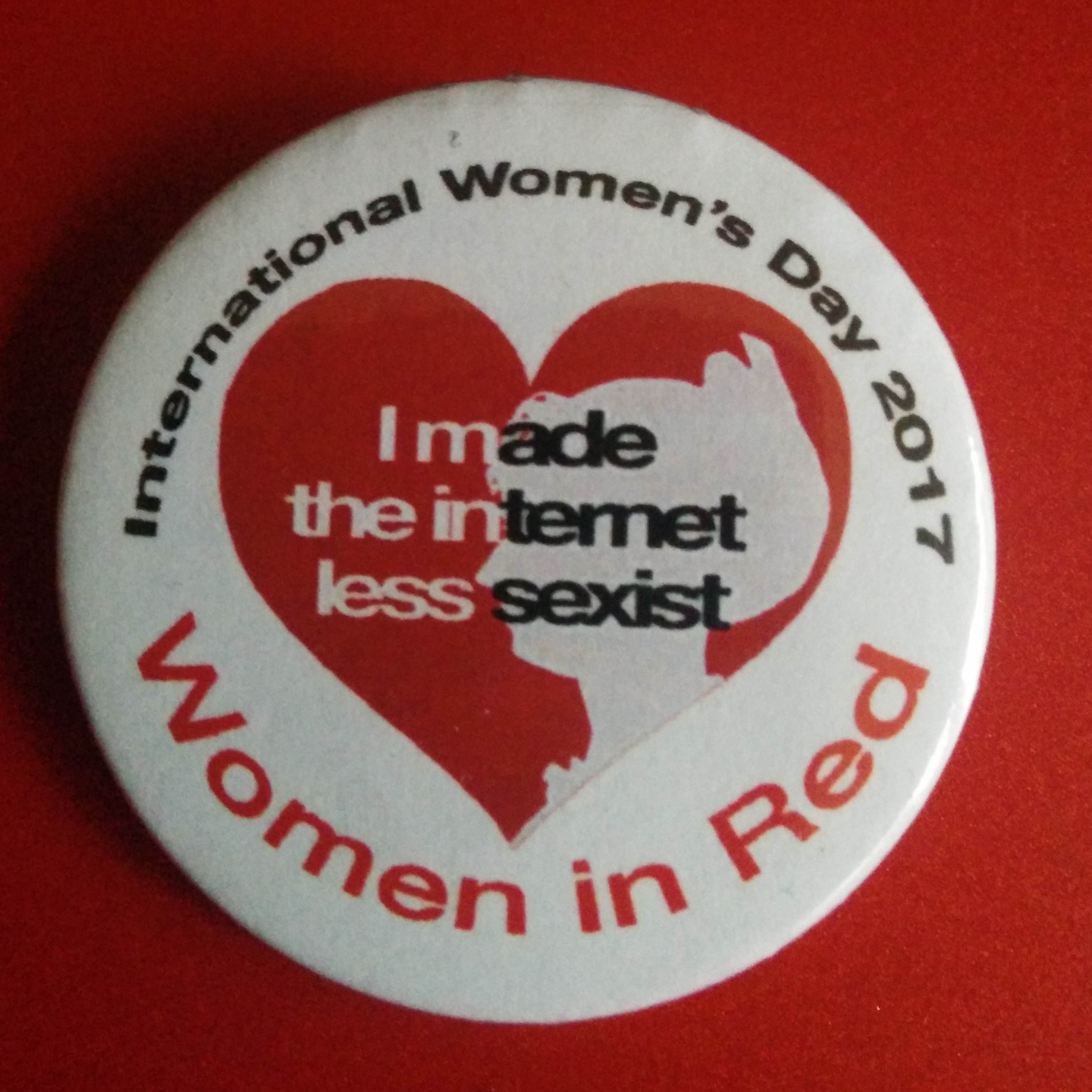
国際女性デー2017にWiRエディタソンを開催。記念の缶バッジ。

ウィメン・イン・レッドはこれまで、世界のさまざまな都市でウィキペディアのエディタソンを開き、ウェブ版も継続的に催してきた。目標は注目に値する女性を扱ったコンテンツを増やしてウィキペディアにおける性別格差をせばめることに置き、参加者は性別を問わない。対面型のイベントでは、編集初学者の集中トレーニングにまるまる1日を費やす。
第2の目標として女性編集者の数的増加を狙っている。ウィキペディアは「誰でも編集できるフリーな百科事典」をうたいながら、2015年の女性編集者は全体のおよそ10％にとどまる。2017年の統計でウェブサイト訪問者数第5位のウィキペディアは、英語版ウィキペディアの記事数5.5万件、世界の265の言語版の記事の総計は4000万件超、世界の月間閲覧数は160億ページビューである。 
ウィメン・イン・レッドの参加者は女性に関する赤リンク記事の作業対象一覧を150本作り、未掲載記事を探しやすくしてきた。2016年12月22日時点でウィメン・イン・レッドのボランティア編集者が新規に立項した記事は4万5000件超であり、英語版ウィキペディアの人物伝に占める女性の割合は、2015年7月時点の15％から微増し16.8%である。
この数値は2021年10月11日時点で19.10%に達するが、ウィキデータを見ると、ウィキペディア全言語番の人物伝の項目は総計192万7086件中、女性のものは37万5024件（19.46%）を占める（2023年2月6日時点）。その男女比を言語別にまとめた統計ダッシュボード「ヒューマニキ」（Mediawiki）によると、主題が女性の人物伝の項目は35万3303件にとどまっている。英語版ウィキペディアの記事に表れた性別格差（英語）（日本語版記事「ウィキペディアにおけるジェンダーバイアス」）を一種の構造的偏りという課題として把握し、WiR はこれをウィキメディアの共有価値に照らして肯定的に是正を提唱している。
累計2万8千件のアカウントが英語版プロジェクトのノートページにコメントを投稿した。

### ウィキペディアで
英語版ウィキペディアで実施するプロジェクトは、女性の人物伝や作品や功績、女性を取り巻く問題の新規立項を趣旨とする。その記事群に触れた読者は、やがて翻訳や書き下ろしの記事を他言語版ウィキペディアに立ててきた。すると「赤リンク」（例えばこんな感じ）だった項目は青色に変わる。
包摂性を重視して主題の選択、参加する編集者や言語コミュニティには以下のように制限がない。
- 編集者：編集者の性別は不問であり、誰でも参加し、投稿し、WiRに熱心に取り組むことができる。

- 言語コミュニティ：英語版ウィキペディアで発生したプロジェクトではあるが、国際的な取り組みとして数十件超の言語コミュニティを歓迎し、関与する。

主題：
- 当該の記事の主題が主体的に女性・ノンバイナリ・その他であると自認する場合は、このプロジェクトの範疇に入る。歴史上の人物で性自認が不明な場合も加える。プロジェクトの趣旨は包摂性を増す点にあり、記事作成の機運を尊重して主題の除外はなるべく控えている。

主題が未掲載の場合
- 新規記事の追加と並行して、「主題が未掲載」の著名な女性一覧を順次、作成する。これらの一覧を「レッドリスト」（赤リスト）と呼ぶ。すでに100件超に達し、また掲載された人名は英語版になくても他言語版に記事がある事例を含む。どの言語版にも主題として未掲載の人名もある。
- 未掲載の女性一覧は主題ごとに分類してあり、赤リンクの索引（英語）を開くと分野、職業、国籍など下位分類を参照できる。これはクラウドソース型の作業であるため、ウィキペディアが本領とする通り、この索引も常に未完成で、利用者の貢献に支えられている。
- レッドリストを赤リンクの一覧と呼ぶなら、ウィキペディアに未掲載の記事一覧の生成には複数の切り口を経ている。以下の丸カッコ内に例を示す。
- クラウドソーシング（例：工芸)（英語）＝陶磁器やガラス、繊維製品などの工芸品作家。女性の芸術家一覧との重複あり。

### ウィキデータから抽出
（例：職業別一覧／ハ虫類学者）（英語）
- 辞書や事典など参考文献に基づく一覧（ラルース19世紀世界（万有）百科事典）（英語）
- ウェブサイトに基づく一覧（BBC100名の女性）（英語）
- 国際的な典拠管理データベースに基づく一覧（例えばVIAFに基づきVIAFにあるがウィキペディアに未掲載の女性一覧）（英語）

### ウィキメディア・コモンズで

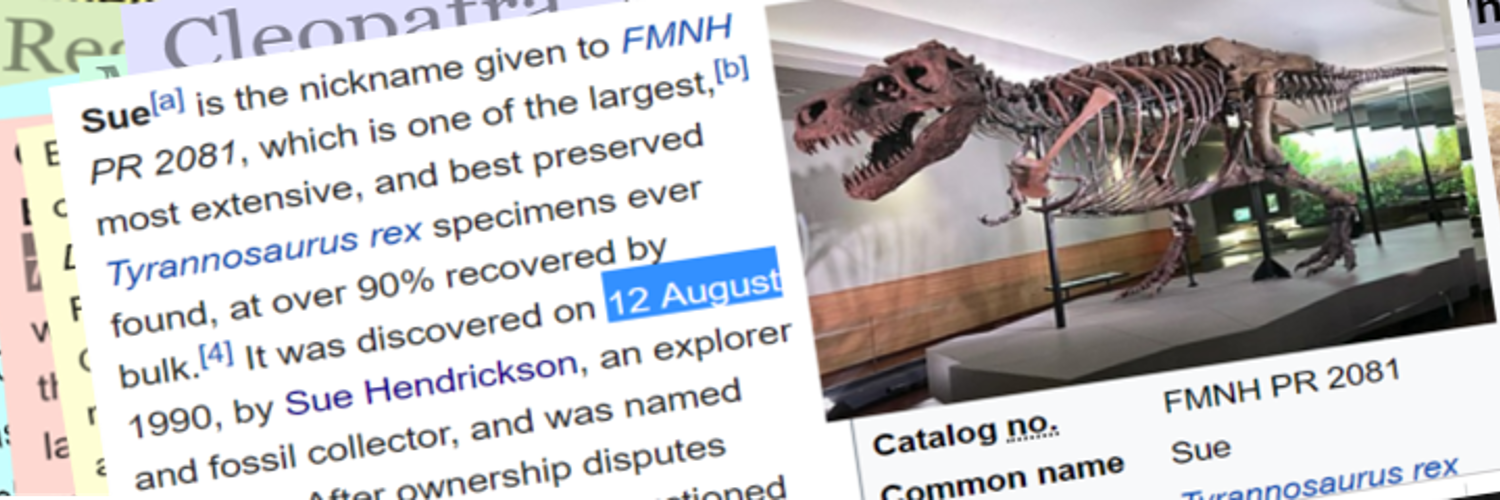
「スー」

例年、参加者からウィキメディア・コモンズに画像が千点単位でアップロードされ、その範囲は女性やその署名、仕事や功績その他にわたる。めぐりめぐってこれらの画像は、さまざまな言語版のウィキペディアに使われる。これもまた、ウィキペディアに女性関連の掲載を増やす努力に人々が参加する切り口の一つとなる。2022年単年で新規画像1万点超が追加された。

### ウィキデータで
ウィキデータに登録された項目のうち女性とその功績や課題に関連するものの新規登録や既存の語彙素の改訂を行う。

## 情報源とヒント
WiR は情報源の一覧を保持しており、投稿者の役に立つように主題に特化した参考文献や外部リンクをまとめたり、編集作業全般のコツとヒント、さらに特定のニーズに対応できる連絡先を一覧にした。

### 学術界との連携
英語版ウィキペディアのプロジェクトページには、関連の論文をいくつか掲載してある。そのほかウィキペディアにおけるジェンダー格差に着目した論文や研究は、ウィキデータに登録すると2つの効果がある。まずウィキ間リンクで補足情報をリンクできる点と、抽出用ツールスコリア（Scholia）の対象に含まれる点である。
個別の論文を抽出対象に含めるには、ウィキデータにその論文の項目を登録して（重複登録をしないようにご注意）、語彙素の主題 (P921) にはウィキペディアにおけるジェンダーバイアス (Q17002416)を指定する。